# ФК Динамо Кијев
ФК Динамо (укр. ФК «Дина́мо») је украјински професионални фудбалски клуб из Кијева, који се такмичи у Премијер лиги Украјине.

## Историја
Клуб је основан 1927. године као аматерски клуб, део познатог совјетског спортског друштва Динамо. За време Совјетског Савеза клуб је био велики ривал са клубовима из Москве. Због успешних резултата у међусобним сусретима са Московљанима постао је део украјинског националног поноса и најпопуларнији клуб државе. Клуб је чак, незванично, назван украјинском националном репрезентацијом и био је веома цењен и изван бившег Совјетског Савеза.
По распаду Совјетског Савеза клуб је прерастао у најјачу екипу украјинске лиге. Доминирали су лигом док Ахметов није преузео Шахтјор из Доњецка. па су 2002. и 2005. завршили су као други у лиги. 

Од 1993. власник клуба је Григориј Суркис, богати украјински бизнисмен, један је од најмоћнијих људи источне Европе, са великим интересима у нафтној компанији.. Украјинска влада била је оптужена за одређивање прениске цене за продају клуба, намештену за куповину од стране Суркиса. Власник клуба био је у добрим односима са бившим председником Леонидом Кучмом, па су и играчи клуба, као и Андреј Шевченко, коришћени за придобивање гласова приликом избора.
Клуб је досад учествовао на свим првенствима Совјетског Савеза и Украјине, која су освајали више пута него остале екипе. Фудбалска репрезентација СССР 70-их и 80-их година 20. века била је састављена већином од играча Динама. Године 1975. освојили су Куп победника купова и Европски суперкуп (победивши Бајерн Минхен ). Куп победника купова освојили су и 1986, а 1999. играли су у полуфиналу Лиге шампиона где их својим играма одвео сад већ Шевченко.

### Ратне године
Трагични догађај у историји клуба је стрељање играча клуба у лето 1942. због победе над дотада непобедивим тимом немачке војске. 
Након што су нацисти окупирали Украјину, екипа Динама запослила се у градској пекари, те су почели рекреативно играти фудбал где год се могло. Једном их је тако приметила и немачка војска, те су их позвали на утакмицу у којој је требало да играчи наступе под именом Старт. У тој екипи играло је 8 играча Динама (Николај Трусевић, Михајил Путистин, Иван Кузменко, Макар Гончаренко, Федор Тјучев, Михајил Свиридовскиј, Николај Короткин и Алексиј Клименко), и 3 играча Кијевске Локомотиве (Владимир Балакин, Василиј Сукхарев и Михајил Мелник ).
Током љетних мјесеци те 1942. године, Старт је играо утакмице са њемачким војницима. 12. јула победили су немце први пут, а пет дана касније са 6:0 су добили још јачу њемачку екипу. 19. јула су побиједили мађарски MSG Wal са 5:1. 26. јула играо се реванш, али и овај пут је Старт добио (3:2). 
Изгледало је да екипа слаби па су 6. августа Немци послали своју непобедиву Flakelf екипу. Штампа, иако је нашироко најављивала ову велику утакмицу, није писала о поразу њемачког тима са 1:5. После победе над Rukhom 16. августа играчи су ухваћени, мучени, и затворени у оближњи логор у Siretzu. Николај Короткин је умро при том мучењу. У фебруару 1943.. при нападу партизана тројица играч су убијена. Побећи су успели Гончаренко, Свиридовскиј и Тјучев.

### Мито
Победом над данским Алборгом, Динамо је ушао у Лигу шампиона и играо је прву утакмицу са Панатинаикосом. После утакмице шпански судија Антонио Лóпез Нието је тврдио да су му пре утакмице челници кијевског клуба нудили новац и два крзнена капута за пристрано суђење. Клуб је одмах избачен, а Алборг је заузео негово место у Лигу шампиона. Управа клуба је тврдила да је судија хтео купити те капуте, али их није их могао платити.

## Стадион
Динамо своје утакмице игра на Стадиону Динама „Валериј Лобановски“, који може да прими 16.800 гледалаца. Сусрете који привлаче, већи број гледалаца играју на стадиону Олимпијског комплекса у Кијеву, који може да прими 80.000 гледалаца.

## Трофеји
- Куп победника купова : 2

1974/75., 1985/86.
- УЕФА суперкуп : 1

1975.
- Првенство Украјине : 17 (рекорд)

1993, 1994, 1995, 1996, 1997, 1998, 1999, 2000, 2001, 2003, 2004, 2007, 2009, 2015, 2016, 2021, 2025.
- Куп Украјине : 13

1993, 1996, 1998, 1999, 2000, 2003, 2005, 2006, 2007, 2014, 2015, 2020, 2021.
- Суперкуп Украјине : 9 (рекорд)

2004, 2006, 2007, 2009, 2011, 2016, 2018, 2019, 2020.
- Првенство Совјетског Савеза : 13 (рекорд)

1961, 1966, 1967, 1968, 1971, 1974, 1975, 1977, 1980, 1981, 1985, 1986, 1990.
- Куп Совјетског Савеза : 9

1954, 1964, 1966, 1974, 1978, 1982, 1985, 1987, 1990.
- Суперкуп Совјетског Савеза : 3 (рекорд)

1980, 1985, 1986.

## ФК Динамо у европским такмичењима
Ажурирано 30. октобра 2019.
| Такмичење                    | Од. | П   | Н  | И   | ГД  | ГП  | ГР   | % победе |
| ---------------------------- | --- | --- | -- | --- | --- | --- | ---- | -------- |
| Европски куп / Лига шампиона | 233 | 97  | 52 | 84  | 333 | 283 | +50  | 041,63   |
| Куп победника купова         | 30  | 20  | 6  | 4   | 72  | 27  | +45  | 066,67   |
| Куп УЕФА / Лига Европе       | 111 | 45  | 37 | 29  | 157 | 119 | +38  | 040,54   |
| УЕФА суперкуп                | 3   | 2   | 0  | 1   | 3   | 1   | +2   | 066,67   |
| Total                        | 377 | 164 | 95 | 118 | 564 | 430 | +134 | 043,50   |

## Фудбалери Динама освајачи „Златне лопте“
- 1975. — Олег Блохин
- 1986. — Игор Беланов
- 2004. — Андреј Шевченко, као играч ФК Милан

## Тренутна постава
4. фебруар 2017
| Бр. |            | Позиција | Играч             |
| --- | ---------- | -------- | ----------------- |
| 2   | Бразил     | С        | Данило Силва      |
| 5   | Украјина   | О        | Виторино Антунеш  |
| 7   | Украјина   | О        | Александар Гладки |
| 9   | Украјина   | Н        | Микола Морозјук   |
| 10  | Украјина   | О        | Андреј Јармоленко |
| 11  | Бразил     | С        | Жуниор Мораес     |
| 14  | Грузија    | С        | Зураб Очигава     |
| 15  | Украјина   | Н        | Виктор Циганков   |
| 16  | Украјина   | С        | Сергиј Сидорчук   |
| 17  | Украјина   | Н        | Серги Рибалка     |
| 18  | Белорусија | С        | Никита Корзун     |
| 19  | Украјина   | С        | Денис Гармаш      |

| Бр. |          | Позиција | Играч             |
| --- | -------- | -------- | ----------------- |
| 20  | Украјина | Н        | Роман Јаремчук    |
| 24  | Хрватска | С        | Домагој Вида      |
| 25  | Парагвај | С        | Дерлис Гонзалез   |
| 26  | Украјина | С        | Микита Бурда      |
| 29  | Украјина | Г        | Витали Бујаљски   |
| 32  | Украјина | Н        | Валери Федорчук   |
| 34  | Украјина | Н        | Јевгениј Качериди |
| 35  | Украјина | Н        | Максим Коваљ      |
| 72  | Украјина | Н        | Артур Рудко       |
| 77  | Украјина | О        | Артем Громов      |
|     | Србија   | Г        | Александар Пантић |